# Cetiosaurus oxoniensis
Cetiosaurus oxoniensis ("Reptil ballena de Oxford") es una especie y tipo del género Cetiosaurus de dinosaurio saurópodo cetiosáurido que vivió a mediados del período Jurásico , hace entre 171 a 164 millones de años, entre el Bajociense y el Bathoniense, en lo que es hoy Europa. C. oxoniensis era un herbívoro "primitivo", cuadrúpedo , de cuello largo y cabeza pequeña . Tenía cola y cuello más cortos que la mayoría de los saurópodos. Las extremidades anteriores, por otro lado, eran relativamente largas. Se estima que C. oxoniensis tenía unos 16 metros de largo y pesaba aproximadamente 11 toneladas.
En marzo de 1868, los trabajadores cerca de Bletchingdon descubrieronel fémur derecho de un saurópodo. Entre marzo de 1869 y junio de 1870, el profesor John Phillips , que investigaba más el sitio, en una capa que databa del Batoniano, descubrió tres esqueletos y material óseo adicional. En 1871, basándose en ellos, nombró dos especies: Cetiosaurus oxoniensis que originalmente fue deletreado "Ceteosaurus oxoniensis" y Cetiosaurus glymptonensis. "Oxoniensis" se refiere a Oxford , "glymptonensis" a Glympton. Ya en 1870, Thomas Huxley había publicado una carta de Phillips en la que este último nombraba lo Cetiosaurus giganteus basado en el espécimen OUMNH J13617, un fémur izquierdo encontrado anteriormente en Bletchingdon, ya que la carta no contenía una descripción, este es un nomen nudum.

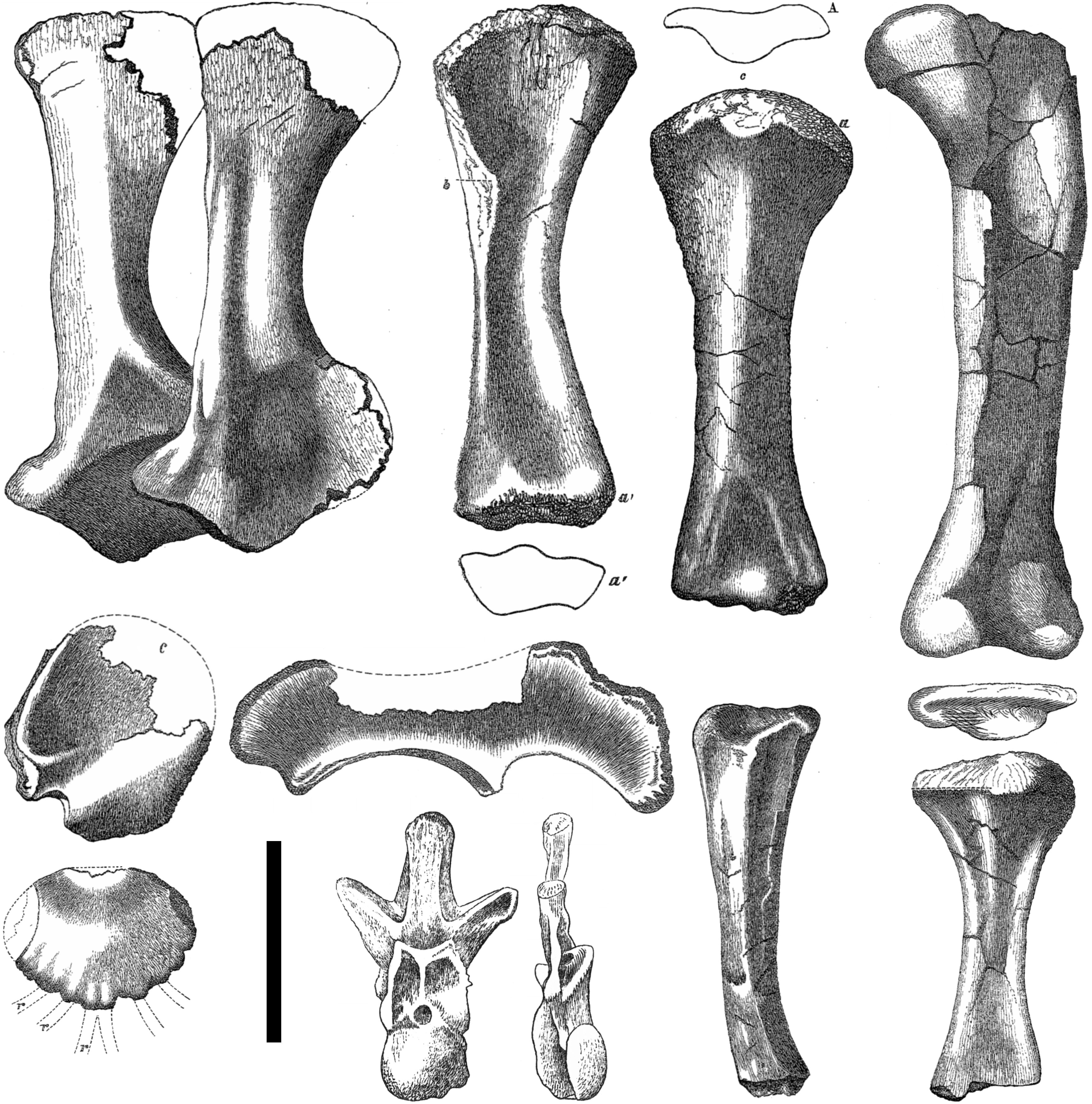
Elementos de Cetiosaurus oxoniensis

Un siglo después, el conductor de un vehículo de excavación descubrió un nuevo espécimen de C. oxoniensis, LCM G468.1968 llamado el  "Dinosaurio Rutland" el 19 de junio de 1968 . El personal de los Museos de la ciudad de Leicester llegó el 20 de junio de 1968. No se confirmó que se recolectó todo el material preservado. Es el fósil de saurópodo más completo y uno de los especímenes más completos de un dinosaurio jamás encontrado en el Reino Unido. Fue solo alrededor de 1980 que hubo interés en el fósil. Tomó alrededor de cuatro años encontrar los huesos de los dinosaurios. De los cerca de doscientos huesos en un Cetiosaurus, ha conservado una serie cervical casi completa, de la vértebra 2 a la 14 , la mayoría de las vértebras dorsales, una pequeña parte del sacro y caudales anteriores , los cheurones, el ilion , el fémur derecho y las costillas y varios fragmentos de las extremidades.
El fósil incompleto tiene 15 metros de largo y se ha exhibido desde 1985 en el Museo New Walk en Leicester. Solo se exhiben las partes más estructuralmente sanas del dinosaurio, con las partes más frágiles almacenadas en otro lugare. Mucho de lo que se puede ver en la pantalla es una réplica, y no el dinosaurio real. La columna vertebral del modelo que se ve en la pantalla tiene catorce cervicales, diez dorsales, cinco sacras y alrededor de cincuenta caudales.
En principio, para cada género se debe indicar una especie tipo para que sirva como su tipo en una definición ostensiva . Tradicionalmente, C. medius se había considerado la especie tipo de Cetiosaurus. En 1888, Richard Lydekker había asignado formalmente C. oxoniensis como especie tipo, pero según las reglas modernas de ICZN, una de las especies nombradas por el autor original, en este caso Owen, debe ser seleccionada. En 2003, Paul Upchurch y John Martin determinaron que C. "hypoolithicus" y C. "epioolithicus" no podían usarse porque eran nomina nuda. De las cuatro especies nombradas en el segundo artículo de Owen de 1842, C. brevis, C. brachyurus, C. longus y C. medius, solo C. brevis no sería un nomen dubium . Esto lo interpretaron como implicando que C. brevis era la especie tipo. Esta conclusión, de ser correcta, causaría considerable inestabilidad taxonómica, ya que el género Pelorosaurus se había basado desde entonces en sus fósiles y se reconoció como un tipo de saurópodo totalmente diferente. Por lo tanto, Upchurch y Martin sugirieron solicitar a la ICZN que cambie la especie tipo a C. oxoniensis, la especie más conocida del Jurásico medio, en el cual el género Cetiosaurus generalmente había sido identificado.

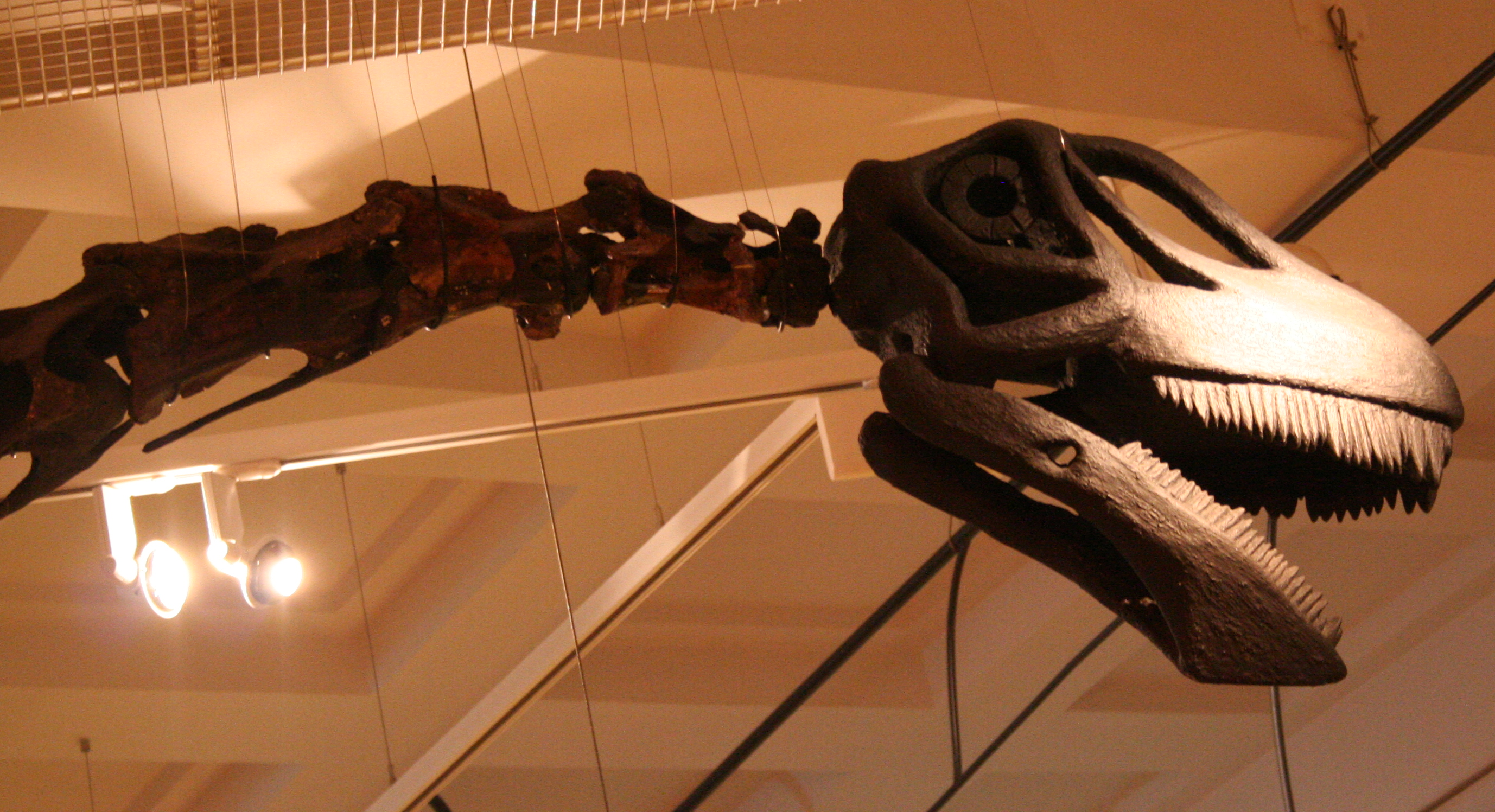
Cetiosaurus. New Walk Museum, Leicester

Sin embargo, en 2009, cuando su solicitud fue presentada oficialmente, Upchurch y Martin cambiaron su posición. Reconocieron que ser designado un nomen dubium no impide que una especie se haya convertido en el tipo de un género. Además, habían identificado un pasaje en el artículo de 1842 en el que Owen mismo había asignado a C. medius como especie tipo : "se trata principalmente de estos huesos,es decir, los de C. medius , con otros descubiertos posteriormente y en la colección del Sr. Kingdon, que los personajes del Cetiosaurus se determinaron por primera vez ". Sin embargo, todavía abogaban por un cambio en el tipo porque C. medius solo se conoce por material no diagnóstico. Este sintipo consta de once vértebras de cola separadas, desde OUMNH J13693 a OUMNH 13703, algunas costillas sacras con un hueso de pie, metatarsiano , OUMNH J13704-13712, un hueso de mano, metacarpiano , OUMNH J13748 y una uña, OUMNH J13721, probablemente de diferentes sitios fósiles y diferentes individuos. La ICZN aceptó la propuesta de cambiar la especie tipo en 2014, Opinión 2331, convirtiendo oficialmente C. oxoniensis en una especie tipo en lugar de la C. medius original. Al hacer que C. oxoniensis sea la especie tipo de Cetiosaurus, se aseguró el nombre Cetiosaurus para el animal con el que se ha asociado tradicionalmente.